# Laurencia
Genre
Laurencia est un genre d’algues rouges de la famille des Rhodomelaceae. 

## Liste d'espèces
Selon AlgaeBase (26 juillet 2013) :
- Laurencia aldingensis Saito & Womersley
- Laurencia alsidiiformis Zanardini ex Fraudenfeld
- Laurencia alsidioides P.L.Crouan & H.M.Crouan
- Laurencia arbuscula Sonder
- Laurencia batracopus (Bory de Saint-Vincent) Greville
- Laurencia boryi De Notaris
- Laurencia botrychioides Harvey
- Laurencia botryocarpa Shperk
- Laurencia botryocephala Kützing
- Laurencia botryoides (C.Agardh) Gaillon
- Laurencia brachyclados Pilger
- Laurencia brasiliana Martens
- Laurencia brongniartii J.Agardh
- Laurencia caduciramulosa Masuda & Kawaguchi
- Laurencia californica (Kützing) Kützing
- Laurencia calliclada Masuda
- Laurencia calliptera Kützing
- Laurencia canaliculata J.Agardh (Sans vérification)
- Laurencia canariensis Montagne ex Kützing
- Laurencia caraibica P.C.Silva
- Laurencia caspica A.D.Zinova & Zaberzhinskaya
- Laurencia catarinensis Cordeiro-Marino & Fujii
- Laurencia cervicornis Harvey
- Laurencia chauvinii Bory de Saint-Vincent (Sans vérification)
- Laurencia chilensis De Toni, Forte & M.A.Howe
- Laurencia chinensis C.K.Tseng
- Laurencia chondrioides Børgesen
- Laurencia cladonioides Kützing (Sans vérification)
- Laurencia clarionensis Setchell & Gardner
- Laurencia clavata Sonder
- Laurencia clavifera Suhr (Sans vérification)
- Laurencia claviformis Børgesen
- Laurencia coelenterata D.L.Ballantine & Aponte
- Laurencia complanata (Suhr) Kützing
- Laurencia composita Yamada
- Laurencia condaoensis Pham Hoàng H? (Sans vérification)
- Laurencia congesta Taylor
- Laurencia coronopus J.Agardh
- Laurencia corymbifera Kützing (Sans vérification)
- Laurencia corymbosa J.Agardh
- Laurencia crassifrons P.L.Crouan & H.M.Crouan (Sans vérification)
- Laurencia crustiformans K.J.McDermid
- Laurencia cryptoclada Kützing
- Laurencia cyanosperma (Delile) Gaillon
- Laurencia cyanosperma Delile ex J.V.Lamouroux
- Laurencia cylindrica (Kützing) Kützing (Sans vérification)
- Laurencia cymosa Kützing
- Laurencia decidua E.Y.Dawson
- Laurencia decumbens Kützing
- Laurencia dendroidea J.Agardh
- Laurencia densissima Setchell & N.L.Gardner
- Laurencia depauperata Zanardini (Sans vérification)
- Laurencia distichophylla J.Agardh
- Laurencia elata (C.Agardh) J.D.Hooker & Harvey
- Laurencia epiphylla F.Boisset & J.C.Lino
- Laurencia ericoides Kützing (Sans vérification)
- Laurencia estebaniana Setchell & Gardner
- Laurencia fasciculata (Turner) Greville (Statut incertain)
- Laurencia fastigiata Montagne
- Laurencia filiformis (C.Agardh) Montagne
- Laurencia flagelliformis J.Agardh (Sans vérification)
- Laurencia flexilis Setchell
- Laurencia flexuosa Kützing
- Laurencia foldatsii N.Rodríguez Rios
- Laurencia forsteri (Mertens ex Turner) Greville
- Laurencia galtsoffii M.A.Howe
- Laurencia gardneri Hollenberg
- Laurencia glomerata (Kützing) Kützing
- Laurencia gracilis J.D.Hooker & Harvey
- Laurencia hamata Yamada
- Laurencia hancockii E.Y.Dawson
- Laurencia heteroclada Harvey
- Laurencia hongkongensis C.K.Tseng, Chang, E.Z.Xia & B.M.Xia
- Laurencia humilis Setchell & N.L.Gardner
- Laurencia indica Hauck
- Laurencia intercalaris K.W.Nam
- Laurencia intricata J.V.Lamouroux
- Laurencia iriei J.N.Norris (Sans vérification)
- Laurencia irieii J.N.Norris
- Laurencia japonensis T.Abe & Masuda
- Laurencia johnstonii Setchell & Gardner
- Laurencia lageniformis Masuda & Suzuki
- Laurencia lajolla E.Y.Dawson
- Laurencia laxa (R.Brown ex Turner) Gaillon
- Laurencia ligulata E.Y.Dawson
- Laurencia lutea J.V.Lamouroux (Sans vérification)
- Laurencia mariannensis Yamada
- Laurencia masonii Setchell & N.L.Gardner
- Laurencia maxineae E.Y.Dawson
- Laurencia mcdermidiae I.A.Abbott
- Laurencia mediocris Setchell & N.L.Gardner
- Laurencia melanothrix (Bory) Kützing (Sans vérification)
- Laurencia mexicana Kützing (Sans vérification)
- Laurencia microcladia Kützing
- Laurencia minuscula Schnetter
- Laurencia minuta Vandermeulen, Garbary & Guiry
- Laurencia moretonensis A.B.Cribb
- Laurencia moriformis Kützing
- Laurencia multiflora Kützing
- Laurencia nana (C.Agardh) Greville
- Laurencia nangii Masuda
- Laurencia nanhaiensis L.Ding, B.Huang, B.M.Xia & C.K.Tseng
- Laurencia natalensis Kylin
- Laurencia nidifica J.Agardh
- Laurencia nipponica Yamada
- Laurencia nuda Suhr
- Laurencia obscura (C.Agardh) Falkenberg (Sans vérification)
- Laurencia obtusa (Hudson) J.V.Lamouroux (espèce type)
- Laurencia obtusiuscula Setchell & Gardner
- Laurencia okamurae Yamada
- Laurencia oliveirana Yoneshigue
- Laurencia omaezakiana Masuda
- Laurencia oophora Kützing
- Laurencia oppositoclada Taylor (Sans vérification)
- Laurencia oppositocladia Taylor
- Laurencia ovalis (Hudson) Frauenfeld (Sans vérification)
- Laurencia pacifica Kylin
- Laurencia paitensis W.R.Taylor
- Laurencia paniculata Kützing
- Laurencia pannosa Zanardini
- Laurencia parvula Borgesen
- Laurencia patentissima Kützing (Sans vérification)
- Laurencia peninsularis Stegenga, Bolton & R.J.Anderson
- Laurencia peninsularis Taylor
- Laurencia pinnata Yamada
- Laurencia pinnatifida (Gmelin) Lamouroux (Sans vérification)
- Laurencia pistillaris J.V.Lamouroux (Sans vérification)
- Laurencia platyclada Børgesen
- Laurencia ptychodes A.B.Cribb
- Laurencia pumila (Grunow) Papenfuss
- Laurencia pyramidalis Bory de Saint-Vincent ex Kützing
- Laurencia pyramidalis Bory ex Kützing (Sans vérification)
- Laurencia pyramidata Bory de Saint-Vincent
- Laurencia pyrifera (Kützing) Kützing (Sans vérification)
- Laurencia radicans (Kützing) Kützing (Statut incertain)
- Laurencia richardsii E.Y.Dawson
- Laurencia rigida J.Agardh
- Laurencia saitoi L.P.Perestenko
- Laurencia scrippsensis E.Y.Dawson
- Laurencia setacea Kützing (Sans vérification)
- Laurencia shepherdii Saito & Womersley
- Laurencia silvae J.F.Zhang & B.M.Xia
- Laurencia similis K.W.Nam & Y.Saito
- Laurencia singaporensis Zanardini ex De Toni & Levi
- Laurencia snackeyi (Weber-van Bosse) M.Masuda
- Laurencia snyderae E.Y.Dawson
- Laurencia spicifera Sonder
- Laurencia spinulifera Kützing
- Laurencia subcolumnaris Børgesen
- Laurencia subcorymbosa E.Y.Dawson
- Laurencia subdisticha E.Y.Dawson, Neushul & Wildman
- Laurencia subopposita (J.Agardh) Setchell
- Laurencia subsimplex C.K.Tseng
- Laurencia succulenta K.W.Nam
- Laurencia tasmanica J.D.Hooker & Harvey
- Laurencia tenera C.K.Tseng
- Laurencia thrysoidea Montagne (Sans vérification)
- Laurencia thyrsifera J.Agardh
- Laurencia thyrsoides (Turner) Gaillon
- Laurencia translucida Fujii & Cordeiro-Marina
- Laurencia trifaria Kützing
- Laurencia tristicha C.K.Tseng, C.F.Chang, E.Z.Xia & B.M.Xia
- Laurencia tropica Yamada
- Laurencia tuberculosa J.Agardh
- Laurencia turbinata Setchell & N.L.Gardner
- Laurencia uncinata Zanardini
- Laurencia urceolata J.Agardh (Sans vérification)
- Laurencia usneoides (C.Agardh) Kützing
- Laurencia uvifera (Forsskål) Børgesen
- Laurencia venusta Yamada
- Laurencia verruculosa Børgesen
- Laurencia versicolor (Vahl) J.V.Lamouroux (Sans vérification)
- Laurencia vieillardii Kützing
- Laurencia viridis Gil-Rodríguez & Haroun
- Laurencia voragina W.R.Taylor
- Laurencia wrightii (Turner) Kützing (Sans vérification)

Selon ITIS (26 juillet 2013) :
- Laurencia blinksii
- Laurencia cartilaginae
- Laurencia corallopsis
- Laurencia crispa
- Laurencia decidua
- Laurencia filiformis (C. Agardh) Montagne
- Laurencia flagellifera
- Laurencia gaitsoffii
- Laurencia gardneri
- Laurencia gemmifera
- Laurencia hybrida
- Laurencia intricata Lamouroux
- Laurencia lajolla
- Laurencia mariannensis
- Laurencia masonii
- Laurencia microcladia Kuetzing
- Laurencia nidifica
- Laurencia obtusa (Hudson) Lamouroux
- Laurencia pacifica
- Laurencia palisada
- Laurencia paniculata
- Laurencia papillosa (C. Agardh) Greville
- Laurencia parvipapillata
- Laurencia pinnatifida
- Laurencia poitei (Lamouroux) Howe
- Laurencia scoparia
- Laurencia scrippsensis
- Laurencia sinicola
- Laurencia snyderiae
- Laurencia spectabilis
- Laurencia splendens Hollenberg
- Laurencia subdisticha
- Laurencia subopposita
- Laurencia subsimplex
- Laurencia succisa
- Laurencia surculigera
- Laurencia tenera
- Laurencia yamadana

Selon NCBI (26 juillet 2013) :
- Laurencia brachyclados
- Laurencia brongniartii
- Laurencia caduciramulosa
- Laurencia caraibica
- Laurencia complanata
- Laurencia crustiformans
- Laurencia decumbens
- Laurencia dendroidea
- Laurencia filiformis
- Laurencia flexilis
- Laurencia flexuosa
- Laurencia galtsoffii
- Laurencia intricata
- Laurencia majuscula
- Laurencia marilzae
- Laurencia mcdermidiae
- Laurencia natalensis
- Laurencia nidifica
- Laurencia nipponica
- Laurencia obtusa
- Laurencia pacifica
- Laurencia paniculata
- Laurencia patentiramea
- Laurencia pinnatifida
- Laurencia pyramidalis
- Laurencia rigida
- Laurencia scoparia
- Laurencia tenera
- Laurencia thyrsifera
- Laurencia tronoi
- Laurencia venusta
- Laurencia viridis

Selon World Register of Marine Species (26 juillet 2013) :
- Laurencia aldingensis Saito & Womersley, 1974
- Laurencia alsidiiformis Zanardini ex Fraudenfeld, 1855
- Laurencia alsidioides P.L.Crouan & H.M.Crouan, 1865
- Laurencia arbuscula Sonder, 1845
- Laurencia botrychioides Harvey, 1855
- Laurencia botryoides (C.Agardh) Gaillon, 1828
- Laurencia brachyclados Pilger, 1920
- Laurencia brasiliana Martens, 1871
- Laurencia brongniartii J.Agardh, 1841
- Laurencia caduciramulosa Masuda & Kawaguchi, 1997
- Laurencia californica (Kützing) Kützing, 1865
- Laurencia calliclada Masuda, 1997
- Laurencia calliptera Kützing, 1865
- Laurencia canariensis Montagne ex Kützing, 1849
- Laurencia caraibica P.C.Silva, 1972
- Laurencia caspica A.D.Zinova & Zaberzhinskaya, 1967
- Laurencia catarinensis Cordeiro-Marino & Fujii, 1985
- Laurencia cervicornis Harvey, 1853
- Laurencia chilensis De Toni, Forte & M.A.Howe, 1920
- Laurencia chinensis C.K.Tseng, 1943
- Laurencia chondrioides Børgesen, 1918
- Laurencia clarionensis Setchell & Gardner, 1937
- Laurencia clavata Sonder, 1853
- Laurencia claviformis Børgesen, 1924
- Laurencia coelenterata D.L.Ballantine & Aponte, 1995
- Laurencia complanata (Suhr) Kützing, 1849
- Laurencia composita Yamada, 1931
- Laurencia congesta Taylor, 1945
- Laurencia coronopus J.Agardh, 1852
- Laurencia corymbosa J.Agardh, 1852
- Laurencia crustiformans K.J.McDermid, 1989
- Laurencia cyanosperma (Delile) Gaillon, 1828
- Laurencia cymosa Kützing, 1865
- Laurencia decidua E.Y.Dawson, 1954
- Laurencia decumbens Kützing, 1863
- Laurencia densissima Setchell & N.L.Gardner, 1937
- Laurencia distichophylla J.Agardh, 1852
- Laurencia elata (C.Agardh) J.D.Hooker & Harvey, 1847
- Laurencia epiphylla F.Boisset & J.C.Lino, 1998
- Laurencia estebaniana Setchell & Gardner, 1924
- Laurencia fasciculata Zhang & B.M.Xia
- Laurencia fastigiata Montagne, 1846
- Laurencia filiformis (C.Agardh) Montagne, 1845
- Laurencia flexilis Setchell, 1926
- Laurencia flexuosa Kützing, 1849
- Laurencia foldatsii N.Rodríguez Rios, 1981
- Laurencia forsteri (Mertens ex Turner) Greville, 1830
- Laurencia galtsoffii M.A.Howe, 1934
- Laurencia gardneri Hollenberg, 1943
- Laurencia glomerata (Kützing) Kützing, 1849
- Laurencia gracilis J.D.Hooker & Harvey, 1849
- Laurencia hamata Yamada, 1932
- Laurencia hancockii E.Y.Dawson, 1944
- Laurencia heteroclada Harvey, 1855
- Laurencia hongkongensis C.K.Tseng, Chang, E.Z.Xia & B.M.Xia
- Laurencia humilis Setchell & N.L.Gardner, 1930
- Laurencia indica Hauck, 1888
- Laurencia intercalaris K.W.Nam, 1994
- Laurencia intricata J.V.Lamouroux, 1813
- Laurencia irieii J.N.Norris
- Laurencia japonensis T.Abe & Masuda, 1998
- Laurencia johnstonii Setchell & Gardner, 1924
- Laurencia kuetzingii Millar, 2005
- Laurencia lageniformis Masuda & Suzuki, 1997
- Laurencia lajolla E.Y.Dawson, 1958
- Laurencia laxa (R.Brown ex Turner) Gaillon, 1828
- Laurencia ligulata E.Y.Dawson, 1963
- Laurencia majuscula (Harvey) A.H.S.Lucas, 1935
- Laurencia mariannensis Yamada, 1931
- Laurencia marilzae Gil-Rodríguez, Sentíes, Díaz-Larrea, Cassano & Fujii, 2009
- Laurencia masonii Setchell & N.L.Gardner, 1930
- Laurencia mcdermidiae I.A.Abbott, 1996
- Laurencia mediocris Setchell & N.L.Gardner, 1937
- Laurencia microcladia Kützing, 1865
- Laurencia minuscula Schnetter, 1976
- Laurencia minuta Vandermeulen, Garbary & Guiry, 1990
- Laurencia moretonensis A.B.Cribb, 1958
- Laurencia moriformis Kützing, 1865
- Laurencia multibulba E.Y.Dawson, M.Neushul & R.D.Wildman, 1960
- Laurencia multiflora Kützing, 1865
- Laurencia nana (C.Agardh) Greville, 1830
- Laurencia nangii Masuda, 1997
- Laurencia natalensis Kylin, 1938
- Laurencia nidifica J.Agardh, 1852
- Laurencia nipponica Yamada, 1931
- Laurencia nuda Suhr, 1840
- Laurencia obscura (C.Agardh) Falkenberg
- Laurencia obtusa (Hudson) J.V.Lamouroux, 1813
- Laurencia obtusiuscula Setchell & Gardner, 1924
- Laurencia okamurae Yamada, 1931
- Laurencia oliveirana Yoneshigue, 1985
- Laurencia omaezakiana Masuda, 1997
- Laurencia oophora Kützing, 1865
- Laurencia oppositocladia Taylor, 1945
- Laurencia pacifica Kylin, 1941
- Laurencia paitensis W.R.Taylor, 1947
- Laurencia paniculata Kützing
- Laurencia pannosa Zanardini, 1872
- Laurencia parvula Borgesen, 1937
- Laurencia peninsularis Stegenga, Bolton & R.J.Anderson, 1987
- Laurencia peninsularis Taylor, 1945
- Laurencia pinnata Yamada, 1931
- Laurencia pinnatifida (Gmelin) Lamouroux
- Laurencia platyclada Børgesen, 1934
- Laurencia poitei (J.V.Lamouroux) M.A.Howe
- Laurencia ptychodes A.B.Cribb, 1983
- Laurencia pumila (Grunow) Papenfuss, 1943
- Laurencia pyramidalis Bory de Saint-Vincent ex Kützing, 1849
- Laurencia pyramidata Bory de Saint-Vincent
- Laurencia radicans (Kützing) Kützing, 1849
- Laurencia richardsii E.Y.Dawson, 1954
- Laurencia rigida J.Agardh, 1876
- Laurencia saitoi L.P.Perestenko, 1980
- Laurencia shepherdii Saito & Womersley, 1974
- Laurencia silvae Zhang & Xia, 1983
- Laurencia similis Nam & Saito, 1991
- Laurencia singaporensis Zanardini ex De Toni & Levi, 1888
- Laurencia snackeyi (Weber-van Bosse) M.Masuda, 1997
- Laurencia snyderae E.Y.Dawson, 1945
- Laurencia spicifera Sonder, 1881
- Laurencia spinulifera Kützing, 1865
- Laurencia subcolumnaris Børgesen, 1954
- Laurencia subcorymbosa E.Y.Dawson, 1963
- Laurencia subdisticha E.Y.Dawson, Neushul & Wildman, 1960
- Laurencia subopposita (J.Agardh) Setchell, 1914
- Laurencia subsimplex C.K.Tseng
- Laurencia tasmanica J.D.Hooker & Harvey, 1849
- Laurencia tenera C.K.Tseng, 1943
- Laurencia tenuissima
- Laurencia thrysoidea Montagne
- Laurencia thyrsifera J.Agardh, 1876
- Laurencia thyrsoides (Turner) Gaillon, 1828
- Laurencia translucida Fujii & Cordeiro-Marina, 1996
- Laurencia tristicha C.K.Tseng, Chang, E.Z.Xia & B.M.Xia
- Laurencia tropica Yamada, 1931
- Laurencia tuberculosa J.Agardh
- Laurencia turbinata Setchell & N.L.Gardner, 1937
- Laurencia uncinata Zanardini, 1847
- Laurencia uvifera (Forsskål) Børgesen, 1932
- Laurencia venusta Yamada, 1931
- Laurencia verruculosa Børgesen, 1954
- Laurencia vieillardii Kützing, 1865
- Laurencia viridis Gil-Rodríguez & Haroun, 1992
- Laurencia voragina W.R.Taylor, 1945